# Aucklandobius complementarius
Aucklandobius complementarius is een steenvlieg uit de familie Gripopterygidae. De wetenschappelijke naam van de soort werd voor het eerst geldig gepubliceerd in 1909 door Günther Enderlein.